# Памятник Лесю Курбасу (Киев)
Памятник Лесю Курбасу расположен в столице Украины Киеве в сквере около дома 8 по улице Прорезной. Мемориал в честь одного из основателей украинского театра установлен неподалёку от здания, где в 1917—1919 годах находился Молодой театр, которым руководил Лесь Курбас. Памятник скульптора Николая Рапая и архитектора Вячеслава Дормидонтова открыт 1 апреля 2002 года.
Бронзовая фигура высотой 2.1 метра расположена на шестиугольном постаменте из серого камня с высеченным на нём именем режиссёра. Лесь Курбас в полный рост сидит на венском стуле в раскованной позе, закинув ногу на ногу. Скульптура выполнена в реалистичной манере с высокой степенью портретного сходства. Отмечается, что стилистика памятника близка памятнику Михаилу Булгакову тех же авторов, установленному в Киеве пятью годами позже.
Также в Киеве на фасаде дома 23-В по улице Владимирской, где расположен Национальный центр театрального искусства имени Леся Курбаса, размещена мемориальная доска по эскизу народного художника Украины Владимира Небоженко, установленная в честь 125-летия режиссёра.